# マリアノ・ガルシア・レモン
マリアノ・ガルシア・レモン（Mariano García Remón, 1950年9月30日 - ）は、スペイン・マドリード出身の元サッカー選手、元サッカー指導者。ポジションはゴールキーパー。

## 経歴
レアル・マドリードの下部組織で育った彼は、1970年にタラベラCFやレアル・オビエドへレンタル移籍。1971年にレアル・マドリードへ復帰すると、1986年までプレーした。スペイン代表でも2試合出場している。
引退後は、監督としてスペイン国内の多くのクラブを率いた。2004-05シーズン、開幕前にレアル・マドリードの監督に就任したホセ・アントニオ・カマーチョのアシスタントコーチとして古巣に帰還。しかし、就任からわずか4ヶ月後にカマーチョが成績不振によって解任されると、後任を決定するまでの間レモンがトップチームの監督を引き受けることになった。2004年12月、ブラジル人のヴァンデルレイ・ルシェンブルゴが監督へ招聘されると、レモンは監督から退任した。

## タイトル

### クラブ
レアル・マドリード
- プリメーラ・ディビシオン : 6回 (1971-72, 1974-75, 1975-76, 1977-78, 1978-79, 1979-80)
- コパ・デル・レイ : 4回 (1973-74, 1974-75, 1979-80, 1981-82)

### 監督
レアル・マドリードB
- セグンダ・ディビシオンB : 1回 (1990-91)